# Octan izopropylu
Octan izopropylu – organiczny związek chemiczny, ester kwasu octowego i izopropanolu. Bezbarwna ciecz o lekko ostrym zapachu.

## Otrzymywanie
Octan izopropylu można otrzymać w sposób tradycyjny poprzez ogrzewanie mieszaniny kwasu octowego, izoproanolu i kwasu siarkowego jako katalizatora według reakcji:
CH
3COOH + (CH
3)
2CHOH → CH
3COOCH(CH
3)
2 + H
2O
W celu zwiększenia wydajności reakcji do mieszaniny dodaje się benzen lub inny rozpuszczalnik organiczny, niemieszalny z wodą. Reaktor zamyka się nasadką azeotoropową Deana-Starka. Kolbę ogrzewa się w temperaturze wrzenia tak długo, aż w nasadce azeotropowej przestanie zbierać się woda.
Octan izopropylu można też otrzymać w wyniku reakcji alkoholu izopropylowego z bezwodnikiem octowym:
CH
3COOCOCH
3 + (CH
3)
2CHOH → CH
3COO(CH
3)
2 + CH
3COOH
W wyniku reakcji powstaje ester oraz kwas octowy.
Octan izopropylu powstaje również w wyniku reakcji chlorku acetylu z alkoholem izopropylowym:
CH
3COCl + (CH
3)
2CHOH → CH
3COO(CH
3)
2 + HCl
Dodatkowo do mieszaniny dodaje się pirydynę, która wiąże powstający małocząsteczkowy produkt uboczny – chlorowodór.
Przedstawione dwie ostatnie metody znajdują zastosowanie głównie w syntezie przemysłowej (reakcja z chlorkiem kwasowym zwłaszcza), ze względu na koszt związany z substratami.

## Zastosowanie
Octan izopropylu, jak większość estrów kwasu octowego, znajduje zastosowanie jako rozpuszczalnik nitro-, acetylo- i etylocelulozy. Dzięki tej właściwości między innymi octan izopropylu znajduje zastosowanie w przemyśle lakierniczym. Do sporządzenia lakierów nitrocelulozowych używa się mieszaniny estrów kwasu octowego o różniej temperaturze wrzenia, dzięki czemu rozpuszczalniki te odparowują stopniowo. Ma to na celu otrzymanie równomiernej warstwy lakieru o błyszczącej powierzchni.